# Limbični sistem
Limbični sistem je del velikih možganov. Gre za prstanasto oblikovan predel v notranjosti možganov, ki obdaja vrhnji del medmožganov in možganskega debla. Odgovoren je za nekatere vegetativne funkcije, čustvene reakcije, učenje in spomin. Odgovoren je tudi za izločanje endorfinov, endogenih opiatov.

## Anatomija
Limbični sistem vključuje več kortikalnih in subkortikalnih možganskih struktur:
- amigdaloidno jedro: skupina jeder v temporalnem lobusu,
- obročasti girus,
- hipokampusova formacija,
- hipotalamus: uravnava delovanje avtonomnega živčevja s proizvajanjem in izločanjem hormonov,
- mamilarno telesce: pomembno pri procesu pomnenja,
- talamus,
- parahipokampusov girus.